# Liste der Bodendenkmale in Ziethen (Barnim)
Die Liste der Bodendenkmale in Ziethen enthält alle Bodendenkmale der brandenburgischen Gemeinde Ziethen und ihrer Ortsteile auf der Grundlage der Landesdenkmalliste vom 31. Dezember 2021.
Die Baudenkmale sind in der Liste der Baudenkmale in Ziethen aufgeführt.
| Gemarkung                     | Flur | Kurzansprache                                                           | Bodendenkmalnummer | Bemerkung | Bild |
| ----------------------------- | ---- | ----------------------------------------------------------------------- | ------------------ | --------- | ---- |
| Groß-Ziethen (Lage)           | 1, 2 | Siedlung Urgeschichte, Dorfkern Neuzeit, Dorfkern deutsches Mittelalter | 40214              |           |      |
| Groß-Ziethen (Lage)           | 2    | Gräberfeld Bronzezeit, Siedlung slawisches Mittelalter                  | 40215              |           |      |
| Groß-Ziethen (Lage)           | 2    | Gräberfeld Bronzezeit, Siedlung Bronzezeit                              | 40216              |           |      |
| Groß-Ziethen (Lage)           | 1    | Siedlung Bronzezeit                                                     | 40217              |           |      |
| Groß-Ziethen (Lage)           | 1, 2 | Siedlung Bronzezeit, Siedlung slawisches Mittelalter                    | 40218              |           |      |
| Groß-Ziethen (Lage)           | 1, 2 | Siedlung Bronzezeit, Siedlung slawisches Mittelalter                    | 40219              |           |      |
| Groß-Ziethen (Lage)           | 3    | Siedlung Urgeschichte                                                   | 40220              |           |      |
| Klein Ziethen (Lage)          | 4    | Gräberfeld Bronzezeit                                                   | 40262              |           |      |
| Klein Ziethen (Lage)          | 4    | Siedlung Bronzezeit, Grab Urgeschichte                                  | 40263              |           |      |
| Klein Ziethen (Lage)          | 1    | Gräberfeld Bronzezeit                                                   | 40264              |           |      |
| Klein Ziethen (Lage)          | 4    | Siedlung Urgeschichte                                                   | 40265              |           |      |
| Klein Ziethen (Lage)          | 4    | Siedlung slawisches Mittelalter                                         | 40266              |           |      |
| Klein Ziethen (Lage)          | 2    | Dorfkern deutsches Mittelalter, Dorfkern Neuzeit                        | 40268              |           |      |
| Klein Ziethen (Lage)          | 2    | Siedlung Urgeschichte                                                   | 40269              |           |      |
| Klein Ziethen, Serwest (Lage) | 3, 4 | Siedlung Urgeschichte                                                   | 40267              |           |      |